# Willem Doise
Pour les articles homonymes, voir Doise (homonymie).
Willem Doise, né en 1935 à Poperinge et mort dans la nuit du 7 au 8 janvier 2023, est un psychologue social, enseignant universitaire et chercheur belge, ayant travaillé en Suisse. 

## Biographie

### Formation
En 1964 il obtient une Licence de Psychologie à Paris, Sorbonne. En 1965 et 1966 il se spécialise en psychologie sociale et en psychologie clinique à l'Institut de Psychologie de Paris, il est diplômé dans ces disciplines. En 1967 il obtient un Doctorat de 3e cycle en Psychologie Sociale à Paris, Sorbonne.

### Parcours professionnel et scientifique
De 1967 à 1968, il travaille comme attaché de recherches puis chargé de recherches au C.N.R.S. à Paris.
Il enseigne à l'université de Genève dès 1970. De 1983 à 1985, puis de 1989 à 1991, il est président de la Section de Psychologie de l'Université de Genève. En 1997, il dirige la thèse de doctorat en Psychologie de l'Université de Genève de Dario Spini, sur les Valeurs et représentations sociales des droits de l'homme (no 243). Dario Spini est depuis 2011 professeur ordinaire à la faculté des Sciences Sociales et Politiques de l'Université de Lausanne.
Ses recherches portent en particulier sur le domaine d'étude des représentations sociales,, des prises de décisions collectives et du développement socio-cognitif,. Il a aussi travaillé au niveau épistémologique sur le lien et les rapports entre psychologie et sociologie.

## Niveaux d'explication et d'analyse en psychologie
Une des contributions majeures de Doise en épistémologie de la psychologie, est l'identification des différents niveaux d'analyse sur lesquels peuvent se positionner les recherches dans le domaine psychologique. Théorisés en premier lieu en 1982 dans l'ouvrage L’explication en psychologie sociale, ces quatre niveaux sont, : 
- Niveau intra-individuel : c'est le niveau des mécanismes qui permettent à l'individu d'organiser, de contrôler, de comprendre ses expériences collectives. L'explication se situera donc sur le comportement individuel de la personne, et sur son expérience en tant qu'individu socialisé.
- Niveau interindividuel : c'est le niveau des relations entre personnes, et donc de l'étude des groupes et des relations entre groupes. Un exemple d'étude qui se positionne sur ce niveau est les phénomènes de prises de décision collectives.
- Niveau positionnel : c'est le niveau qui se concentre sur les positions et insertions des individus dans le système structuré de la société. C'est le niveau naturel d'étude de l'influence sociale, des sentiments d'appartenance, et des prises de positions au travers des représentations sociales.
- Niveau idéologique : c'est le niveau qui se concentre sur les mécanismes qui forment et qui maintiennent une culture, une société. L'étude de la circulation dans une société de savoirs collectifs, des représentations sociales et de leur structuration se trouve par exemple sur ce niveau.

## Publications
- L'articulation psychosociologiqque et les relations entre groupes, A de Boeck, 1976.
- L’Explication en psychologie sociale, PUF, 1982.
- avec A. Palmonari, L’Étude des représentations sociales, Delechaux & Niestlé, 1986.
- avec A. Clemence & F..Lorenzi-Cioldi, Représentations sociales et analyses de données, Presses universitaires de Grenoble, 1992.
- avec S. Moscovici, Dissensions et Consensus, PUF, 1992.

## Distinctions[3]
- 1989 Médaille de l'Université d'Helsinki, Finlande.
- 1997 Doctorat honoris causa à l'Université Pantéion d'Athènes, Grèce.
- 1998 Médaille du Fonds de Recherche Scientifique Flandre (Belgique)
- 1999 Doctorat honoris causa à l'Université 'Alexandru Ioan Cuza' de Iasi, Roumanie
- 2005 Doctorat honoris causa à l'Université de Bologne
- 2006 Doctorat honoris causa à l'Université d'Helsinki